# Norman Wexler
Norman Wexler (New Bedford, Massachusetts, 6 de agosto de 1926 - Washington D. C., 23 de agosto de 1999) fue un guionista estadounidense.

## Carrera
Wexler escribió guiones para películas de éxito como Saturday Night Fever,  Serpico y Joe, ciudadano americano. Recibió dos nominaciones en dos de ellas: Joe, ciudadano americano y Serpico.
Según Bob Zmuda, Saturday Night Fever convirtió a Wexler en multimillonario. Se volvió un script doctor muy solicitado, rehaciendo los guiones de Lápiz de labios (Lipstick) y El admirador (The Fan).
Wexler también fue un consumado dramaturgo. Varias de sus obras se produjeron en off-Broadway y en teatros regionales. Su obra The Rope se representó en la Cafe La MaMa de New York, Red's My Color, What's Yours? ganó el Premio Cleveland Playhouse Award, y su último trabajo Forgive Me, Forgive Me Not fue representado en Los Ángeles en 1996, ganando el Premio Julie Harris, tres años antes de su muerte.

## Vida personal
Se le diagnosticó problemas mentales, en especial desorden bipolar, por lo que fue arrestado en 1972 por amenazar con disparar al presidente Richard Nixon.
En el libro Andy Kaufman Revealed, Bob Zmuda, amigo y escritor de Kaufman, relata sus experiencias con el guionista como asistente y al que describió como un excéntrico extremo, propenso a hacer acrobacias que iban desde lo extraño hasta lo profano. De hecho, Zmuda se refiere a Wexler con el alias Mr X y dice que las travesuras salvajes y el comportamiento grosero de Mr X fueron la gran influencia en la creación del alter ego icónico de Andy Kaufman, el odioso 'lagarto de salón" Tony Clifton. Aunque Zmuda no confirma la identidad del Sr. X en el libro, sí confirmó el antiguo rumor de que era Wexler en el podcast WTF con Marc Maron.
Su último episodio psicótico, de noviembre de 1998 a febrero de 1999, afectó mucho su estado de salud. La mañana de 23 de agosto de 1999, Wexler moriría de un ataque al corazón a los 73 años.

## Obra
- Joe, ciudadano americano (1970)
- Serpico (junto a Waldo Salt) (1973)
- Mandingo (1975)
- Drum (1976)
- Saturday Night Fever (1977)
- Staying Alive (junto a Sylvester Stallone) (1983)
- Ejecutor (Raw Deal) (junto a Gary DeVore) (1986)

## Premios y nominaciones
Premios Óscar
| Año  | Categoría                        | Trabajo nominado         | Resultado |
| ---- | -------------------------------- | ------------------------ | --------- |
| 1970 | Mejor argumento y guion original | Joe, ciudadano americano | Nominado  |
| 1974 | Mejor guion adaptado             | Serpico                  | Nominado  |